# Vi de la terra
El vi de la terra és un vi de taula amb indicació geogràfica tradicional. S'hi poden incloure vins d'agulla, vins de licor i vins de raïm sobremadurat.
A diferència dels vins de taula, en l'etiquetatge s'autoritza la indicació de l'anyada, les varietats utilitzades i la zona de producció. Se'n garanteix l'origen i unes qualitats mínimes, sense el control rigorós dels vins VQPRD. A diferència de les Denominacions d'Origen, la delimitació geogràfica sol ser per unitats administratives sense arribar a la parcel·lació.
En la reglamentació europea s'inclouen com a «vins de taula amb indicació geogràfica» les denominacions:
- Indicazione geografica tipica en el cas dels vins originaris d'Itàlia.
- Landwein en el cas dels vins originaris d'Alemanya, Àustria i el Tirol del Sud.
- Landwijn en el cas dels vins originaris dels Països Baixos.
- Regional wine en el cas dels vins originaris del Regne Unit.
- Vin de pays en el cas dels vins originaris de França, Luxemburg i la Vall d'Aosta.
- Vinho regional en el cas dels vins originaris de Portugal.
- Vino de la tierra en el cas dels vins originaris d'Espanya, etiquetats en català com a Vins de la terra.
- ονομασία κατά παράδοση ('denominació tradicional') o τοπικός οίνος ('vi de la terra') per als vins originaris de Grècia.

## Vins de la terra registrats
- Catalunya del Nord
  - Vin de pays des Côtes Catalanes
  - Vin de pays de la Côte Vermeille
  - Vin de pays des Pyrénées-Orientales
- Illes Balears
  - Vi de la terra Illes Balears
  - Vi de la terra Mallorca
  - Vi de la terra Serra de Tramuntana-Costa Nord
  - Vi de la terra Illa de Menorca
  - Vi de la terra Eivissa
  - Vi de la terra de Formentera
- País Valencià
  - Vi de la terra de Castelló
  - Vi de la terra El Terrerazo